# Christian Pfeuti
Christian Pfeuti (* 6. November 1950) ist ein ehemaliger Schweizer Skilangläufer.

## Werdegang
Pfeuti, der für SC Sangernboden startete, nahm bis 1970 an Juniorenrennen teil. Dabei wurde er bei den Schweizer Juniorenmeisterschaften 1969 in Langenbruck Zehnter und im folgenden Jahr in Gsteig Dritter über 10 km. In der Saison 1970/71 wurde er bernischer Meister über 15 km und errang bei den Oberhofer Skispiele den 13. Platz mit der Schweizer Staffel. Im folgenden Jahr lief er bei den Schweizer Skimeisterschaften 1972 auf den siebten Platz über 15 km und auf den vierten Rang über 50 km. Zudem siegte er erneut bei den bernischen Meisterschaften und lief beim Kurikkala-Cup der Alpenländer in Feldkirchen den dritten Platz über 15 km. Zu Beginn der Saison 1972/73 wurde er Teil des A-Kaders und errang in Schweden den siebten Platz mit der Staffel. Es folgte in Le Brassus der 29. Platz über 15 km und der zehnte Platz mit der Staffel und in Reit im Winkl der 37. Platz über 15 km. Im März 1973 siegte er beim Björnstad-Gedenklauf. Im folgenden Jahr triumphierte er erneut bei den bernischen Meisterschaften und errang bei den Schweizer Skimeisterschaften den sechsten Platz über 30 km. Für den Saisonhöhepunkt, den Nordischen Skiweltmeisterschaften 1974 in Falun, wurde er nominiert, kam aber bei keinen Rennen zum Einsatz. In der Saison 1974/75 holte er bei den Schweizer Skimeisterschaften 1975 mit der Silbermedaille über 50 km seine einzige Medaille bei Schweizer Meisterschaften. Zudem lief er dabei auf den fünften Platz über 15 km und auf den vierten Rang über 30 km und beim Rennen in Täsch auf den siebten Platz über 15 km und auf den zweiten Rang mit der Schweizer Staffel. Beim vorolympischen Wettbewerb in Innsbruck wurde er Fünfter mit der Staffel. Im März 1975 belegte er am Holmenkollen den 35. Platz über 15 km und bei den Militär-Weltmeisterschaften in Andermatt den vierten mit der Staffel. Nach Platz neun über 15 km und Rang fünf über 30 km und 50 km bei den Schweizer Skimeisterschaften 1976, wurde er für die Olympischen Winterspiele 1976 in Innsbruck nominiert, wo er den 32. Platz über 50 km belegte. Im März 1976 kam er am Holmenkollen auf den 23. Platz über 15 km. In den folgenden Jahren nahm er an nationalen Rennen teil und errang bei den Schweizer Skimeisterschaften 1979 den vierten Platz mit der Staffel.
Sein jüngerer Bruder Fritz Pfeuti war ebenfalls als Skilangläufer aktiv.